# Boethus alaingens
Boethus alaingens là một loài tò vò trong họ Ichneumonidae.